# Монтекалво ин Фоля
Монтека̀лво ин Фо̀ля (на италиански: Montecalvo in Foglia, на местен диалект Muncalb, Мункалб) е малко градче и община в Централна Италия, провинция Пезаро и Урбино, регион Марке. Разположено е на 345 m надморска височина. Населението на общината е 2734 души (към 2010 г.).